# Joan Maria Roma i Comamala
Joan Maria Roma i Comamala (Sant Hipòlit de Voltregà, 1870 - Barcelona, 25 de març de 1946) fou un periodista, publicista, escriptor i polític carlí català.

## Biografia
Era fill d'un metge implicat en la causa carlina. Va estudiar Gramàtica i Retòrica en el Seminari de Vic. Després treballà a Barcelona com a periodista pels periòdics carlins Lo Crit de la Patria i La Carcajada, dirigits per Francesc de Paula Oller. Ben aviat destacà com a polemista i propagandista carlí. Entre 1897 i 1900 va ser director del setmanari Lo Mestre Titas i després redactor d' El Nuevo Cruzado i La Cruzada. També va dirigir les revistes Vade-mecum del Jaimista i Tradiciones Patrias. Com a director de La Bandera Regional (1907-1912) va publicar una sèrie de llibres d'història del carlisme amb la col·laboració de Reynaldo Brea.
Va estar implicat en la revolta carlina d'octubre de 1900 al costat de Salvador Soliva. El 1907 va fundar el Requetè com a organització juvenil tradicionalista, que després esdevendria una organització paramilitar carlina.
L'any 1913 fou nomenat secretari de la Junta Regional Tradicionalista i fou elegit diputat provincial pel districte de Manresa-Berga en una candidatura anomenada «de dretes» amb la Lliga. Com a defensor del regionalisme, es va destacar pel seu suport a la Mancomunitat de Catalunya, formant part del seu Consell Permanent l'any 1914.
L'any 1917 va trencar amb la línia de la direcció regional tradicionalista i es va tornar a presentar al costat de la Lliga Regionalista. Per aquesta decisió fou expulsat del partit, però aconseguí tornar a ser elegit diputat provincial. Al maig va ser nomenat per formar part de la Comissió Permanent d'Actes i vocal del Consell de Pedagogia. El 1919 es va posar al costat del pretendent Don Jaume envers els mellistes i s'adherí als acords de la Junta Magna de Biarritz que reorganitzà el jaumisme. L'agost del mateix any havia estat elegit per formar part de la Comissió Provincial, dins la qual es va encarregar de les seccions de: «Negociados, Montes, Minas, Aguas, Ferrocarriles, Carreteras Proviciales, Caminos vecinales y Personal Mecánico del servicio facultativo».
En les eleccions a diputats provincials del 12 de juny de 1921 es presentà per la candidatura espanyolista de la Unió Monàrquica Nacional encapçalada pel comte Santa Maria de Pomés, i tornà a ser escollit. Va formar part del Consell Regional jaumista de Catalunya, substituint interinament Miquel Junyent com a cap regional durant un període en què va estar malalt.
Fou col·laborador d'El Correo Catalán, Diario de Valencia i de gairebé tota la premsa tradicionalista. L'any 1919 fou nomenat cap d'administració a Barcelona de l'agència del diari jaumí madrileny El Correo Español pel seu director, Melcior Ferrer. El mateix any va dirigir el setmanari jaumí il·lustrat El Centinela Catalán. Pels seus serveis al carlisme, obtingué la Creu de la Legitimitat Proscrita.
El 1932 fou nomenat membre de la Junta Suprema de la Comunió Tradicionalista, càrrec que mantindria durant pocs mesos.
Després de la Guerra Civil espanyola es va integrar al partit únic del règim i va rebre la medalla de la Vieja Guardia l'any 1943. El 1944 va rebre del pretendent Carles VIII el títol de comte de Villa-Roma, creat expressament per ell. També fou condecorat amb la Creu del Mèrit Militar.
Es va casar amb Joaquima Sardà i Pi, amb qui va tenir dos fills: August i Maria Lluïsa. Fou l'avi de Montserrat Roma Pitarque (filla d'August Roma Sardà i Antònia Pitarque Sulé), qui l'any 2015 va rebre la Medalla d'Honor de Barcelona de mans de l'alcaldessa Ada Colau, per la seva dedicació als altres i l'extensa tasca de voluntariat. Maria Lluïsa Roma Sardà es va casar amb el farmacèutic Juli Ainaud Soler, qui va ser el segon comte de Villa-Roma. Fou avi de Núria Ainaud Roma, casada amb el metge Jordi Cuxart i Bartolí, i rebesavi de la infermera Núria Cuxart Ainaud i de Montserrat Cuxart Ainaud, professora a l'Escola de Música Ireneu Segarra de Palma.

## Obres
- Los carlistas, los bolsistas y “La Patria” (1901)
- Homenaje a los héroes de la Independencia (1908)
- Esbozo del Programa Tradicionalista (1908)
- ¿Por qué nos llamamos legitimistas? ¿1909?
- Las Cortes de Cádiz: su origen, su constitución, sus hechos y sus consecuencias (1910)
- Los crímenes del liberalismo (1913)
- Catecismo Tradicionalista: manual de las juventudes carlistas españolas (1933)
- Álbum histórico del carlismo Arxivat 2017-11-07 a Wayback Machine. (1935)